# Арнеїс

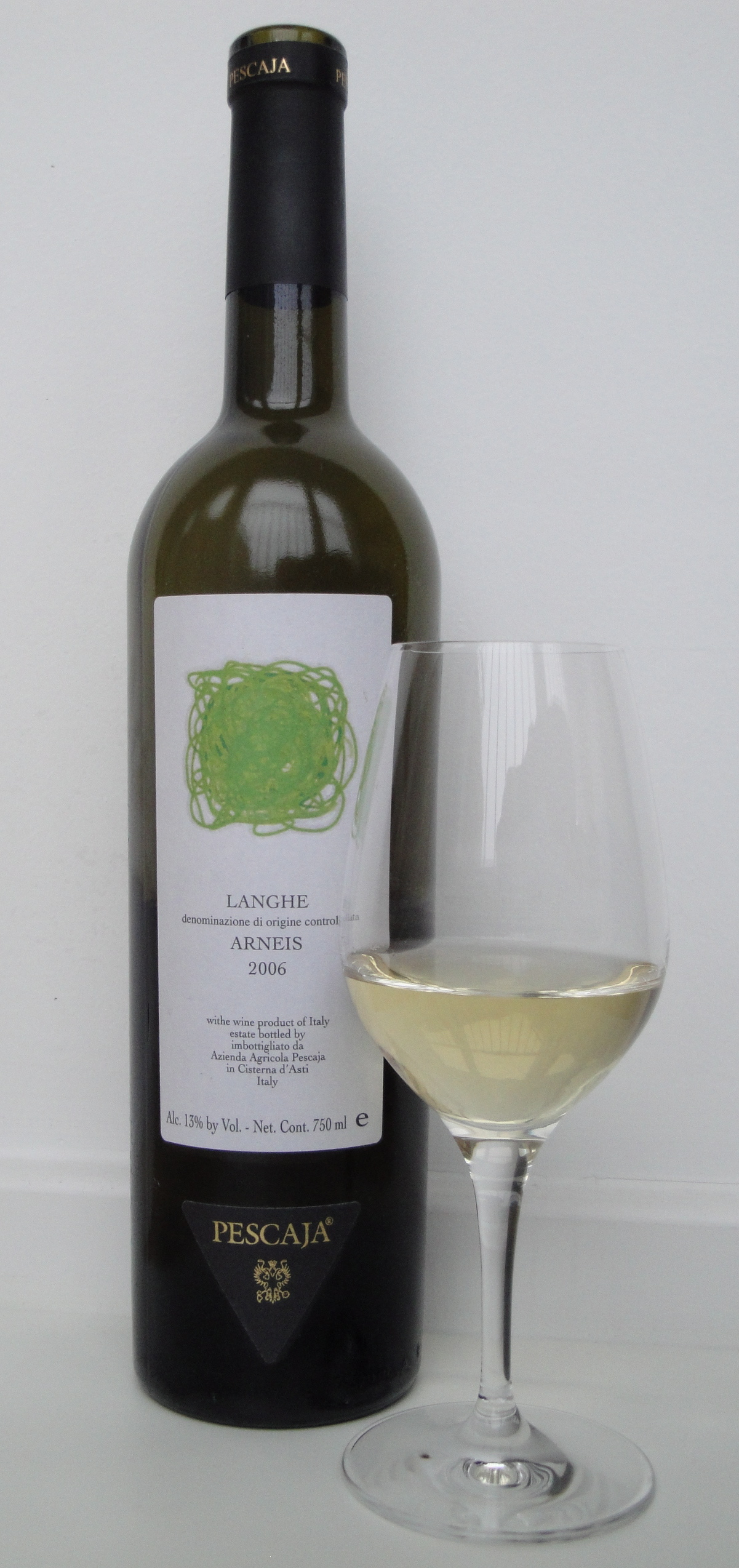
Вино з винограду арнеїс

Арнеїс(«італ. Arneis») — італійський технічний сорт білого винограду.

## Географія сорту
Місцем походження сорту вважаються пагорби району Роеро у регіоні П'ємонт. Зараз тут знаходяться найбільші площі виноградників. В Італії сорт культивується у Лігурії та на Сардинії. За межами Італії невеликі площі є у США (Каліфорнія), Австралії та Новій Зеландії.

## Історія
Перша письмова згадка про арнеїс датується XV сторіччям. У ХІХ став дуже популярним у регіоні, але потім його популярність зменшувалась і до другої половини ХХ сторіччя він майже зник. Нова хвиля популярності на вина з цього сорту почалась у 80-х роках ХХ сторіччя.

## Характеристики сорту
Сорт вибагливий до умов вирощування, надає перевагу південним схилам пагорбів та легким піщаним ґрунтам. Вразливий до несправжньої борошнистої роси.

## Характеристики вина
Зазвичай з арнеїсу виробляють сухі вина, але можуть вироблятись також ігристі або десертні вина методом пасіто. Сухі вина мають солом'яно-жовтий колір, гарну структуру, в ароматі присутні ноти груші та інших білих фруктів, смак відрізняється свіжістю. Гарно поєднується з рибними та овочевими стравами. Вина споживають молодими, потенціал для витримки слабкий.